# Torneo Clausura de la Primera B de Chile 1997
El Torneo de Clausura de la Primera B de 1997 fue el segundo torneo disputado de la segunda categoría del fútbol profesional chileno en el año 1997. El torneo fue dividido en dos por primera vez, el Apertura y el Clausura. Los campeones de cada torneo ascendieron de manera directa a Primera División.
El campeonato fue criticado, ya que el campeón del Apertura (Rangers), tenía que competir igual en el Clausura, cuando ya había obtenido el ascenso, lo que le quitaba emoción y competitividad al torneo, además de no tomar en cuenta las campañas anuales. Eso sí, los talquinos jugaron el Clausura, como un verdadero ensayo general, para su reestreno en la serie mayor de la siguiente temporada. Por lo mismo, nunca más se ha vuelto a repetir este formato.
El campeón del torneo fué Deportes Iquique, que era dirigida por Manuel Rodríguez Araneda, ascendiendo directamente a Primera División. También se conoció que Unión Santa Cruz, perdió la categoría por la tabla anual, descendiendo a la Tercera División A y siendo reemplazado por la Universidad de Concepción, que fué el campeón de esa categoría en esa temporada.
El dato curioso, corrió por parte de Everton, que a pesar de ser el equipo, que más puntos acumuló en la temporada, fue subcampeón de ambos torneos y no pudo ascender a la Primera División.
En el torneo participaron 16 equipos, que jugaron en un sistema de todos-contra-todos. Estos son los partidos de vuelta, ya que los de ida se jugaron en el Apertura.